# 米倉壽仁
米倉 壽仁（よねくら ひさひと、1905年（明治38年）2月19日 - 1994年（平成6年）3月18日）は、日本のシュルレアリスムの洋画家、詩人。

## 来歴
山梨県甲府市にて甲陽館米倉旅館を営む両親のもとに、次男として生まれる。
1922年、山梨県立甲府中学校（現山梨県立甲府第一高等学校）を卒業。1923年、名古屋高等商業学校（現名古屋大学）経済学部に入学し、後に日本にシュルレアリスムの紹介をおこなう詩人、山中散生と親交を結ぶ。1926年、名古屋高等商業学校を卒業する。
1928年、伯母が経営する伊藤学園甲府女子商業学校および甲府湯田高等女学校（現甲斐清和高等学校）の教諭となる。1930年、甲府市において辻葦夫、中村宗久、小柳津経広、田中常太郎、小宮山堅次とともに六人社を結成し、第1回展を開く。
1931年、東京府美術館（現東京都美術館）にて開催された第18回二科展において《ジャン・コクトオの「夜曲」による》が初入選。1935年、東京府美術館にて開催された第5回独立展において《窓》が初入選。同年、6月から8月にかけて旧満洲および朝鮮半島に写生旅行に出かける。
1936年、教職を辞し、上京する。同年10月3日から5日にかけ銀座紀伊国屋画廊にて個展を開催。翌1937年、山梨美術協会の創立会員となる。同年、阿部芳文とともに飾画に参加する。また同年、西東書林より第一詩集『透明ナ歳月』を出版する。
1938年、創紀美術協会の創立会員となる。同年、兄が軍に召集されたため、一時帰郷し、家業を助ける。
1939年、独立美術協会を脱会した福沢一郎をリーダーとして創紀美術協会のメンバーを中心として美術文化協会が結成され、米倉壽仁も創立会員として参加する。
1943年10月から11月にかけ、旧満州東部に写生旅行に出かける。同年末、長野県上田市に家族とともに疎開する。
終戦後の1951年、美術文化協会を脱会、同年6月に濱田稔、堀田操、眞島建三、三水公平らとともにサロン・ド・ジュワンを結成する。翌1952年4月1日から6日にかけ銀座三越にてサロン・ド・ジュワン第1回展を開催。以後継続的に同展を開催する。
1979年5月26日から6月24日にかけ山梨県立美術館において個展「米倉壽仁展」が開催される。
1994年3月18日、死去。89歳没。
2022年11月19日から2023年1月22日にかけ山梨県立美術館において「米倉壽仁展 透明ナ歳月 詩情のシュルレアリスム画家」が開催される。

## 代表作
- ヨーロッパの危機（1936年、山梨県立美術館蔵）
- 破局（寂滅の日）（1939年、東京国立近代美術館蔵）
- 黒い太陽（1954年、山梨県立美術館蔵）

## 著書
- 『透明ナ歳月』西東書林 1937

## 関連文献
- 小野迪孝編『米倉壽仁展』山梨県立美術館 1979
- 平瀬礼太編『米倉寿仁、飯田操朗・世界の崩壊感覚』本の友社　コレクション・日本シュールレアリスム 1999
- 森川もなみ編著『米倉壽仁展 透明ナ歳月 詩情のシュルレアリスム画家』山梨県立美術館 2022
- Atsuko Nagaï, Martine Monteau, Un jour ce silence renversera la table. Anthologie de la poésie surréaliste japonaise 1925-1945, MARSA VIROLLE M 2023